# Трнє (Шкофя Лока)
Трнє (словен. Trnje) — поселення в общині Шкофя Лока, Горенський регіон, Словенія. Висота над рівнем моря: 382,8 м.